# Das Geschlecht der Schelme, 1. Teil
Das Geschlecht der Schelme ist ein zweiteiliges, deutsches Stummfilmdrama aus dem Jahre 1917 unter der Regie von Alfred Halm mit Friedrich Zelnik in einer Doppelrolle.

## Handlung
Die attraktive Mary Runkel hat zwei Verehrer. Sie verspricht denjenigen zu erhören, der den Dieb ihres wertvollen Schmucks aufstöbert und dingfest macht. Graf Eberhard Gheyn weiß, wer der Langfinger ist. Er kauft dem Mann, den er einst dem Mädchen als „Kapitän Jansen“ vorgestellt hatte, den Schmuck ab, schmuggelt die Preziosen in Marys Ankleidezimmer und tut überrascht, so als hätte er die Perlen dort soeben aufgestöbert. Er erinnert die Schöne an ihr Versprechen, und so wird Mary Gräfin Gheyn. William Windroth, ein einst abgewiesener Verehrer der jungen Dame bleibt angesichts dieses „Zufallsfundes“ überaus misstrauisch. Und so beginnt Marys Cousin William, der Diplomat, mit Nachforschungen bezüglich des Vorlebens Graf Gheyns. Während eines Fests bei Gheyn macht er eine interessante Beobachtung: Ein Hypnotiseur kitzelt aus dem Gastgeber den Namen Freddy, angeblich ein ehemaliger Freund Gheyns, heraus, woraufhin der Graf sichtlich nervös wird.
William setzt sich mit Marys früherem Kindermädchen in Verbindung und kommt über sie in den Besitz der Abschrift eines Briefes, den der Hypnotiseur Gheyn zugesteckt hatte. In diesem Schreiben ist von einem Trödler namens Woodspecker die Rede. In dessen Namen bestellt William Graf Eberhard in den Trödlerladen. Der erschrickt merklich, als William in der Verkleidung eines Ganoven erscheint und ihn damit konfrontiert, dass er sicher sei, dass Graf Gheyn in Wahrheit Freddy Petzold heiße. Gheyn jedoch lässt sich nicht verunsichern; er meint, dass dies alles noch kein Beweis sei. Und so muss William weitere Nachforschungen betreiben. Gheyn reist derweil mit seiner Gattin auf das Gut ihres Onkels. William folgt den beiden. Dort informiert er Gheyn über weitere Ergebnisse seiner Nachforschung:
Der Fähnrich Petzold habe zwar einst sein Offizierspatent mit Bravour bestanden, wurde jedoch nicht im Offizierskorps aufgenommen, weil er unehelicher Herkunft sei. Daraufhin sei Petzold bitter enttäuscht nach New York gegangen und habe sich einer Diebesbande angeschlossen, deren Kopf jener Mr. Woodspecker gewesen sei. Mit Hilfe seines Ganovenkumpels Marble, den Gheyn alias Freddy später seiner Frau als Kapitän Jansen vorgestellt hatte, setzte sich Freddy nach Afrika ab, wo er sich einem Kolonial-Kommando des echten Grafen Gheyn anschloss. William behauptet, dass Freddy Petzold somit auch den adeligen Namen ergaunert habe. Doch diesmal irrt der Nebenbuhler, denn Freddy erklärt William, dass Gheyn ihn kurz vor seinem Tode adoptiert habe. William glaubt ihm nicht und lässt nicht locker. Trotz aller Betrügereien und Halbwahrheiten erklärt Mary jedoch vor William, dass sie ihren Mann liebe und ihn nicht verlassen werde. Daraufhin gibt William seinen Kampf gegen Graf Gheyn auf, denn er erkennt, dass hier aufrichtige Liebe gesprochen hat.

## Produktionsnotizen
Das Geschlecht der Schelme entstand Mitte 1917 und passierte die Zensur im August desselben Jahres. Die Uraufführung war im September 1917 im U.T. Kurfürstendamm. Der Film besaß fünf Akte und war in der Erstfassung 1788 Meter lang, bei der Neuzensur 1922 nur noch 1692 Meter.
Für Lya Mara war dies der erste deutsche Film seit ihrer Übersiedelung von Warschau nach Berlin. Bei diesem Film lernte sie ihren späteren Ehemann Zelnik kennen. Ernst Stahl-Nachbaur gab hier mutmaßlich sein Filmdebüt.
1918 entstand von Das Geschlecht der Schelme ein zweiter Teil.